# KRI Ki Hajar Dewantara (364)
KRI Ki Hajar Dewantara (364) je cvičná fregata indonéského námořnictva. Roku 2019 byla vyřazena.

## Stavba
Plavidlo postavila jugoslávská loděnice Uljanic ve Pule. Fregata byla na vodu spuštěna 11. října 1980 a do služby byla přijata 31. října 1981.

## Konstrukce
Posádku tvoří 76 mužů a 114 instruktorů a kadetů. Elektroniku tvoří trupový sonar PHS-32 a systém řízení palby WM-28. Plavidlo je vyzbrojeno jedním 57mm kanónem Bofors L/70 Mk1, dvěma 20mm kanóny Rheinmetall MK20 Rh202, čtyřmi protilodními střelami MM.38 Exocet a dvěma 533mm torpédomety. Na zádi se nachází přistávací plocha a hangár pro vrtulník MBB Bo 105. Pohonný systém koncepce CODOG tvoří jedna plynová turbína Rolls-Royce Olympus TM3B o výkonu 24 525 hp a dva diesely MTU 16V 956 TB92, každý o výkonu 5 250 hp, pohánějící dva lodní šrouby se stavitelnými lopatkami. Nejvyšší rychlost dosahuje 26 uzlů. Dosah je 4 000 námořních mil při rychlosti 18 uzlů.

## Služba
Plavidlo bylo do služby přijato roku 1981. Od roku 2017 není provozuschopné a je připravováno na vyřazení. Plavidlo má být darováno městu Surabaja, jeho 57mm kanón Bofors má být využit v pozemním výcvikovém zařízení.